# 포르투나 뒤셀도르프
포르투나 뒤셀도르프(Fortuna Düsseldorf)는 독일 노르트라인베스트팔렌주 뒤셀도르프에서 가장 큰 축구 클럽으로 현재 2. 분데스리가에서 활동하고 있다. 일반적인 약어로 Fortuna라고 지칭하며 간단히 F95라고도 표기한다. 클럽의 주요 역사로는 1933년 독일 챔피언, 1979년 UEFA 컵 위너스컵 우승, 1979년, 1980년 독일 DFB 포칼 우승을 꼽을 수 있는데 2011-12시즌을 3위로 마감하고 분데스리가 16위 팀인 헤르타 BSC 베를린과의 플레이오프에서 1승 1무(원정 2:1승, 홈 2:2무)를 기록하여 분데스리가로 승격 되었다. 이후 곧바로 강등 당하며 2013년부터 2018년까지 2. 분데스리가에 머물다 2017-18 시즌을 우승하며 2018-19 시즌 분데스리가로 승격했다. 2019-20 시즌은 포르투나의 분데스리가 25번째 시즌이었으며 리그를 17위로 마무리하며 강등 되었다.

## 역사
클럽은 지금 뒤셀도르프의 한 지역인 Flingern에서 1895년에 5월 5일에 탄생했다. 클럽의 이름은 Turnverein Flingern으로 이 클럽이 현재 포르투나 뒤셀도르프의 전신이다. Turnverein Flingern는 종합 스포츠 클럽으로, 이 축구 파트 산하 클럽인 FK Alemania 1911, Fortuna 1911이 1913년 중반에 합병한 클럽이 지금의 포르투나 뒤셀도르프이다.
창단 초기부터 1920년대 후반까지는 클럽의 도약기이었다. 서부 독일 하위 리그부터 탄탄히 실력을 쌓던 이 클럽은 1930년데에 전성기를 맞이한다. 이 시기에 클럽은 독일 축구 최고 리그에서 1933년에 우승, 1936년에 준우승을 한 것을 비롯해, 포칼에서 1937년 준우승을 하였다.
제2차 세계 대전 이후 연합군은 독일 내의 모든 스포츠 단체의 해산을 명령하였다. 이로 인해 포르투나 뒤셀도르프는 잠시 해산하였다가 1945년에 재창단한다. 서부 독일 오베르리가에서 재출발한 포르투나 뒤셀도르프는 과거의 영광을 재현하기에는 부족한 모습을 보이며 그 위상이 추락하게 된다.
1963년 새로 출발한 분데스리가 체제하에서 이 클럽은 고전을 면치 못했다. 그 전의 독일 축구 리그는 통일된 리그가 없었고, 각각의 지역에 아마추어 리그를 구성하여 여기서 우승한 클럽들이 다시 따로 모여 챔피언을 가리는 방법이었다. 몇 번의 승격과 강등을 오간 후, 1970년대에 이 클럽의 전성기가 또 한번 찾아온다. 1973년, 1974년에 푸스발-분데스리가 3위에 올랐으며, 1978년에 DFB 포칼 준우승, 1979, 1980년에 DFB 포칼에서 우승한다. 또한 챔피언스리그의 전신인 UEFA 컵 위너스컵에서 1979년 우승을 차지한다.
1980년대 후반에 들어 클럽은 또다시 암흑기를 맞이하게 되는데, 1987년 강등 이후 포르투나 뒤셀도르프는 푸스발-분데스리가와 2. 푸스발-분데스리가를 왔다갔다하는 팀이 된다. 96/97시즌에는 1. 분데스리가에 있다가 02/03시즌에는 무려 레기오날리가로 강등강하기도 했다.
그러나 클럽은 레기오날리가 강등된 8년 후에 헤르타 BSC 베를린과 치른 플레이오프에서 승리하며 1부 분데스리가로 승격을 한다. 여기서 재미있는 사실은 포르투나 뒤셀도르프의 주장인 Andreas Lambertz와 로컬 보이인 Kai Schwertfeger는 레기오날리가 시절 뒤셀도르프에 입단하여 1부리그 무대를 밟은 선수라는 점이다.
이 클럽은 역사적으로 보루시아 보루시아 묀헨글라드바흐, FC 쾰른과의 라이벌의식이 상당히 강하다.

## 성적
- 분데스리가
  - 우승 1회 (1933)
  - 준우승 1회 (1936)
  - 3위 2회 (1973, 1974)
- 2. 분데스리가
  - 우승 1회(1989)
  - 3위 2회(1995, 2012)
- 3. 리가
  - 준우승 1회 (2009)
- 독일 북부 지구 리그
  - 3위 1회 (2008)
- 독일 서부 지구 리그
  - 우승 1회 (1966)
  - 준우승 1회 (1971)
  - 3위 2회 (1964, 1965)
- DFB-포칼
  - 우승 2회 (1979, 1980)
  - 준우승 5회 (1937, 1957, 1958, 1962, 1978)
- 독일 아마추어 리그 북부-라인
  - 우승 1회 (1994)
  - 준우승 1회 (2004)
- UEFA 컵 위너스컵
  - 준우승 1회 (1979)
- UEFA 인터토토컵
  - 우승 3회 (1967, 1984, 1986)

## 선수 명단

### 현역
참고: FIFA 자격 규정에 따라 소속된 국가대표팀 국기를 표시합니다. 선수는 복수의 FIFA 비회원국 국적을 가지고 있을 수 있습니다.
| 번호 | 포지션 | 국적       | 이름                     |
| ---- | ------ | ---------- | ------------------------ |
| 8    | MF     | 아이슬란드 | 이사크 베르그만 요한네손 |
| 9    | FW     |            | 빈센트 버메이            |

| 번호 | 포지션 | 국적 | 이름                    |
| ---- | ------ | ---- | ----------------------- |
| 27   | FW     |      | 데니스 야스트르젬브스키 |
| 30   | DF     |      | 요르디 더 바이스        |
| 34   | DF     |      | 니콜라스 가보리         |

## 역대 감독
| 감독                  | 임기      |
| --------------------- | --------- |
| 파울 야네스           | 1949~1951 |
| 유프 데어발           | 1962~1963 |
| 오토 크네플러         | 1968~1970 |
| 제프 피온테크         | 1975~1976 |
| 한스디테르 티펜하우어 | 1978~1979 |
| 오토 레하겔           | 1979~1980 |
| 요제프 히커스베르거   | 1991~1992 |
| 호르스트 쾨펠         | 1992      |
| 울리 마슬로           | 1997~1998 |
| 클라우스 알로프스     | 1998~1999 |
| 노르베르트 마이어     | 2008~2013 |
| 올리버 레크(대행)     | 2013      |
| 미케 뷔스켄스         | 2013      |
| 올리버 레크           | 2014~2015 |
| 페터 헤르만(대행)     | 2015      |
| 프랑크 크라머         | 2015      |
| 프리트헬름 풍켈       | 2016~2020 |
| 우베 뢰슬러           | 2020~2021 |
| 크리스티안 프로이서   | 2021~2022 |
| 다니엘 튠             | 2022~     |